# Dee Gordon
Devaris « Dee » Strange-Gordon (né le 22 avril 1988 à Windermere, Floride, États-Unis) est un joueur de champ centre des Mariners de Seattle de la Ligue majeure de baseball.
Il commence sa carrière en 2011 en tant que joueur d'arrêt-court des Dodgers de Los Angeles avant de passer à la position de deuxième but en 2014. Il joue à cette position jusqu'en 2017. Gordon évolue avec les Marlins de Miami de 2015 à 2017 avant d'être transféré à Seattle. 
Il est le champion voleur de buts de la Ligue nationale en 2014, 2015 et 2017, ainsi que champion frappeur en 2015. Également meneur des majeures avec 205 coups sûrs en 2015, il est le premier joueur à cumuler les titres de champions frappeur et voleur de buts depuis Jackie Robinson en 1949.

## Vie personnelle

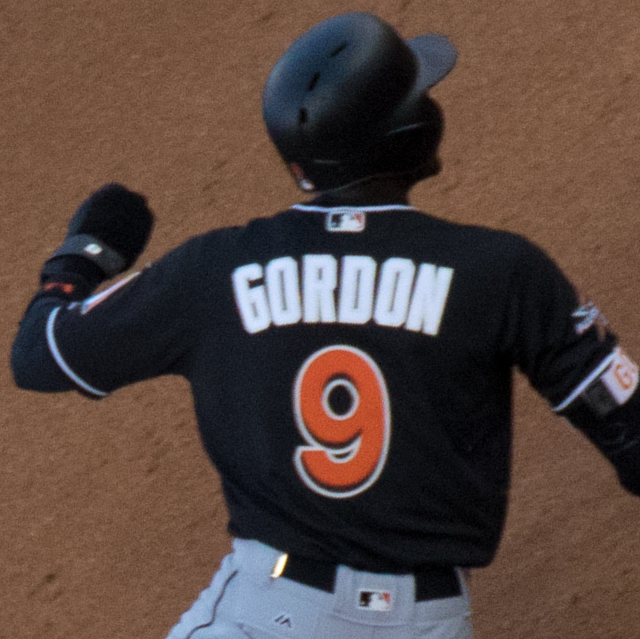
Dee Gordon jouant pour l'équipe des Nationals de Washington en 2022

Devaris (Dee) Gordon est le fils de Tom Gordon, un lanceur des Ligues majeures de 1988 à 2009, et de Devona Strange. Cette dernière meurt assassinée par un ancien petit ami en mai 1995, alors que le jeune Devaris n'est âgé que de 7 ans. L'enfant est élevé par son père, qui en obtient la garde légale après la mort de son ex-compagne, et par sa grand-mère maternelle, qui en prend soin lorsque Tom est sur la route avec son équipe de baseball.

## Carrière

### Ligues mineures
Dee Gordon est un choix de quatrième ronde des Dodgers de Los Angeles en 2008.
En 2009, il est nommé, ex æquo avec son coéquipier des Great Lakes Loons Kyle Russell, joueur par excellence de la Midwest League après une saison où il frappe pour ,301 de moyenne au bâton et réussit 73 vols de buts. Baseball America le classe après cette saison au 36e rang sur sa liste des 50 meilleurs espoirs en voie de graduer dans la MLB.

### Dodgers de Los Angeles

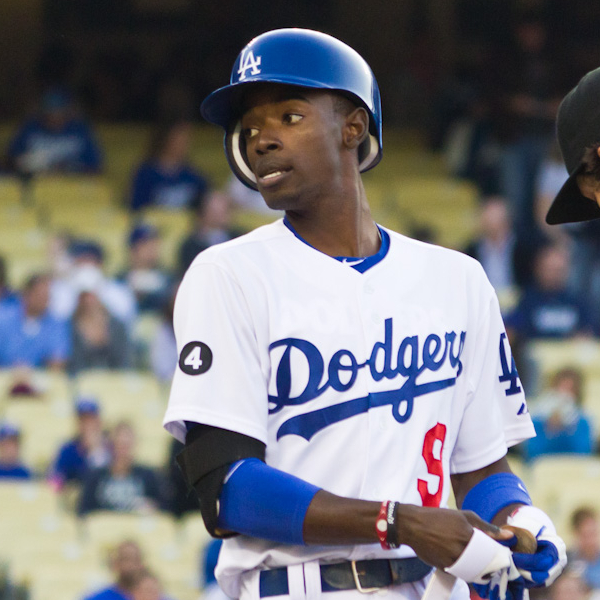
Dee Gordon en 2011 avec les Dodgers de Los Angeles.

Gordon fait son entrée dans les majeures avec les Dodgers de Los Angeles le 6 juin 2011 alors qu'il est utilisé comme coureur suppléant dans un match face aux Phillies de Philadelphie. Il marque son premier point. Le 7 juin, toujours face aux Phillies, il amorce la match à l'arrêt-court et à sa première présence au bâton réussit son premier coup sûr au plus haut niveau, contre le lanceur Roy Oswalt. Gordon complète ce match avec trois coups sûrs, un point marqué et son premier vol de but dans les majeures.
Il est nommé recrue par excellence du mois de septembre dans la Ligue nationale avec ,372 de moyenne au bâton, 21 points marqués et 12 buts volés en 26 parties.
Gordon complète sa saison recrue avec une moyenne au bâton de ,304 en 56 parties jouées pour les Dodgers, 34 points marqués et 24 buts volés. 

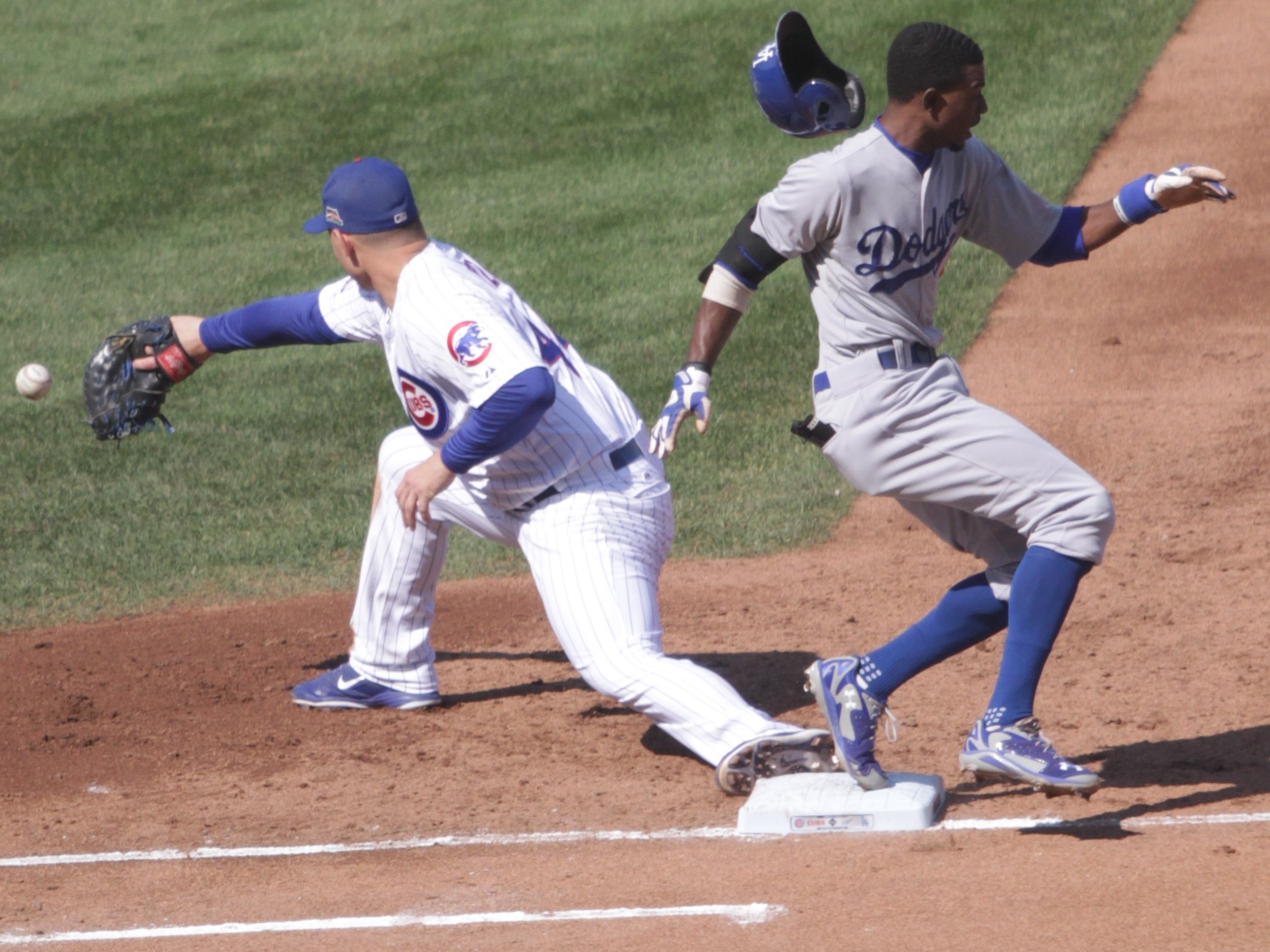
Dee Gordon (à droite) vient de réussir un coup sûr à l'avant-champ face aux Cubs le 19 septembre 2014.

Gordon est réserviste à l'arrêt-court en 2012 et 2013. Hanley Ramírez est acquis des Marlins de Miami en juillet 2012 et déloge le jeune Gordon, qui n'impressionne guère en défensive. En effet, Gordon frappe pour à peine ,228 et ,234 en 87 et 38 matchs en 2012 et 2013, respectivement. Sa moyenne de présence sur les buts n'est que de ,280 dans la première de ces deux saisons et grimpe à ,314 l'année suivante. De plus, malgré le temps de jeu réduit en 2012, il est le 2e joueur de la Ligue nationale ayant commis le plus d'erreurs à la position d'arrêt-court. Ses 18 erreurs le placent 5e dans la Ligue nationale, toutes positions confondues. En 2012, il vole 32 buts en 42 tentatives et ajoute 10 réussites en 12 essais en 2013. Il effectue en 2013 ses deux premières apparitions en, chaque fois comme coureur suppléant. Il est retiré une fois en tentative de vol.
Avec Ramírez à l'arrêt-court et Mark Ellis parti chez les Cardinals de Saint-Louis après la saison 2013, Gordon semble au printemps 2014 destiné au poste de joueur de deuxième but des Dodgers. Il connaît une excellente première moitié d'année et est invité à son premier match d'étoiles. Gordon est le champion voleur de buts de la Ligue nationale en 2014 avec 64 réussites, le plus haut total des majeures. Il mène aussi les majeures pour les triples, avec 12. Il maintient une moyenne au bâton de ,289 avec 92 points marqués et 176 coups sûrs, des sommets chez les Dodgers cette année-là.
Dee Gordon pesait 162 livres (73 kg) en 2012. Deux ans plus tard, la Ligue majeure indique dans ses documents officiels qu'il fait osciller la balance à 170 livres (77 kg), bien qu'il aurait depuis dépassé ce poids. Quoi qu'il en soit, Gordon, qui mesure 5′ 11″ (1,8 m), est considéré comme le joueur actif le plus léger des ligues majeures.

### Marlins de Miami

#### Saison 2015
Le 10 décembre 2014, les Dodgers échangent Dee Gordon, l'arrêt-court Miguel Rojas et le lanceur partant droitier Dan Haren aux Marlins de Miami contre le lanceur de relève droitier Chris Hatcher, le receveur-deuxième but des ligues mineures Austin Barnes, le joueur d'utilité Enrique Hernández et le prometteur lanceur gaucher Andrew Heaney. Ce dernier est immédiatement transféré aux Angels de Los Angeles pour le deuxième but Howie Kendrick.
Élu deuxième but partant de l'équipe de la Ligue nationale au match des étoiles 2015, Gordon reçoit sa seconde sélection en carrière mais, blessé, doit céder sa place à DJ LeMahieu des Rockies du Colorado.
Gordon termine avec le meilleur total de coups sûrs (205) des majeures en 2015 et est champion des frappeurs de la Ligue nationale en haussant sa moyenne au bâton à ,333 pour devancer Bryce Harper des Nationals de Washington au dernier jour de la saison. Avec 58 buts volés, Gordon est le premier joueur depuis Jackie Robinson en 1949 à gagner le titre des frappeurs et celui des voleurs de buts la même année dans la Ligue nationale.

#### Saison 2016
Le 18 janvier 2016, Gordon signe une prolongation de contrat de 50 millions de dollars pour 5 saisons (en plus d'une option pour une sixième), ce qui le lie aux Marlins jusqu'à la fin de la saison 2020.
Le 29 avril 2016, il est suspendu pour 80 matches après un contrôle antidopage positif à la testostérone exogène et au clostebol.

#### Saison 2017
Gordon mène les majeures avec 60 buts volés en 2017, décrochant son troisième titre en carrière de champion voleur de buts de la Ligue nationale.

### Mariners de Seattle
Le 7 décembre 2017, les Marlins de Miami échangent Dee Gordon aux Mariners de Seattle contre trois joueurs des ligues mineures (les lanceurs droitiers Nick Neidert et Robert Dugger, ainsi que le joueur de champ intérieur Christopher Torres) ainsi que la somme d'un million de dollars attribuée à la cagnotte destinée aux agents libres du marché international. Les Mariners comptant déjà sur un joueur de deuxième but élite, Robinson Canó, Seattle décide d'aligner Gordon au champ centre en 2018.